# آپانکا
آپانکا (به اسپانیایی: Apaneca) یک منطقهٔ مسکونی در السالوادور است که در بخش اهواچوپان واقع شده‌است. آپانکا ۴۵٫۱۳ کیلومتر مربع مساحت و ۸٬۵۹۷ نفر جمعیت دارد.